# بویلستون (ماساچوست)
بویلستن (به انگلیسی: Boylston) شهرکی در شهرستان ورچستر ایالت ماساچوست می‌باشد که در سال ۱۷۸۵ بنیان‌گذاری شده‌است. این شهرک در سرشماری سال ۲۰۱۰ میلادی، ۴٬۳۵۵ نفر جمعیت داشته‌است.

## نگارخانه

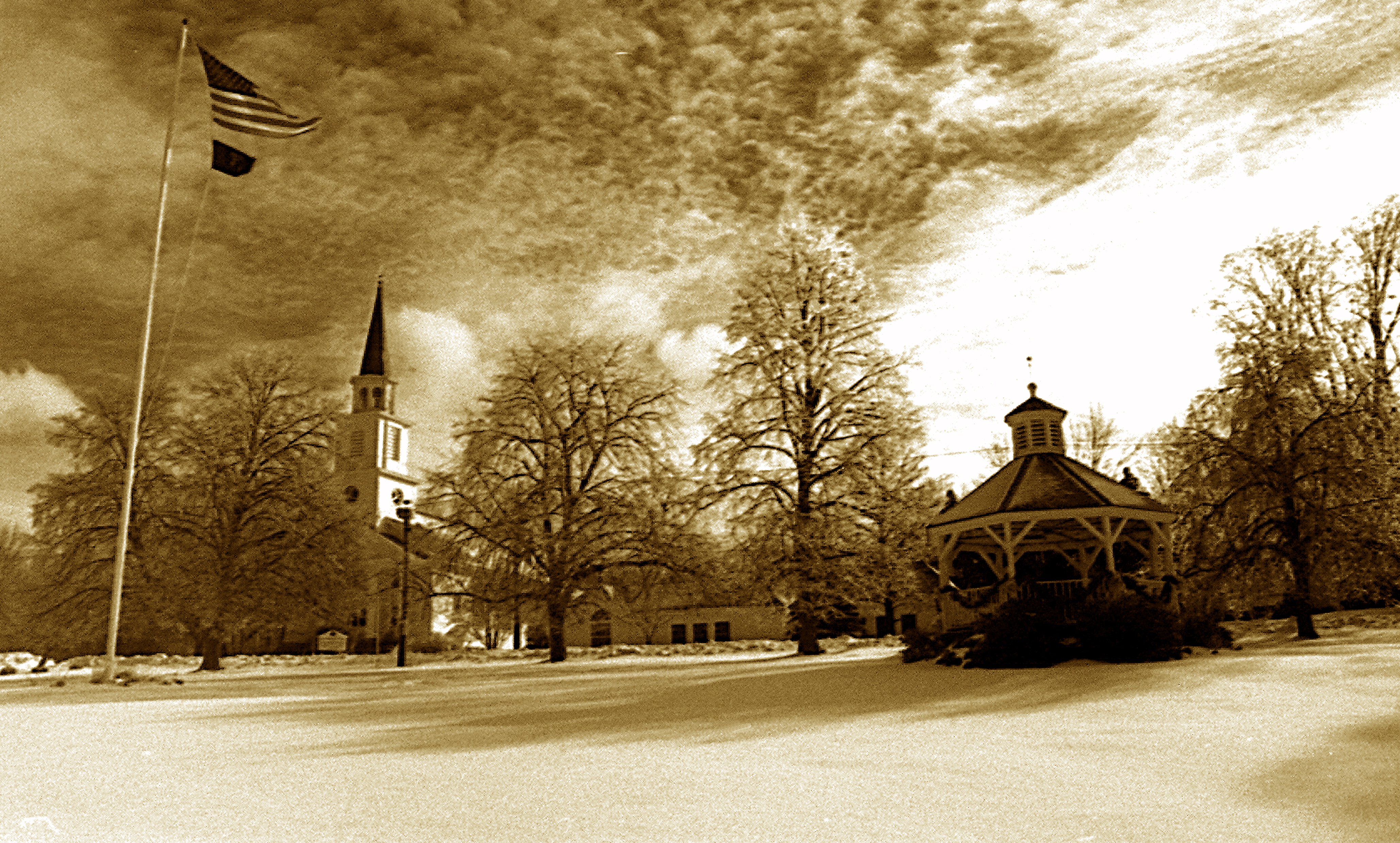